# Leskovo
Leskovo (kyrillisch: Лесково) ist ein Dorf in der Gemeinde Majdanpek und im Bezirk Bor im Osten Serbiens.

## Einwohner
Die Volkszählung 2002 (Eigennennung) ergab, dass 431 Menschen in dem Dorf leben. Davon waren:
|           | Anzahl | Prozent |
| Gesamt    | 431    | 100     |
| Serben    | 248    | 57,54   |
| Walachen  | 178    | 41,29   |
| Kroaten   | 1      | 0,23    |
| Unbekannt | 4      | 0,92    |

Frühere Volkszählungen:
- 1948: 787
- 1953: 788
- 1961: 790
- 1971: 698
- 1981: 641
- 1991: 516